# Berkes Gabriella
Berkes Gabriella névvariáns: Kiss Gabriella, Kiss Gabi (Budapest, 1962. szeptember 8. –) magyar színésznő, énekesnő, előadóművész.

## Életpályája
Gyerekszínészként számos filmben szerepelt. 1975-ben a legjobb gyermekszínészi alakításért díjjal jutalmazták. Tizenhét éves korától a Zeneakadémia vendéghallgatója volt. Könnyűzenei pályája a Hungária együttes Csacska macska vokáljában indult. Itt ismerte meg első férjét, a zenekar dobosát, Zsoldos Gábort. 1986-ban Kaszab Tiborral közös kislemeze jelent meg. A lemez B. oldalán a Renato című dalt énekelte. 1988-ban megnyerte a Petőfi Csarnokban megrendezett Csillag születik című tehetségkutató versenyt, és döntős volt az 1988-as Interpop Fesztiválon is. 1990-ben Lulu művésznéven kiadott albuma, egy hónap alatt aranylemez lett. Második férjével és családjával 1992-től Németországba költözött, és közel tíz évig ott éltek. Hazatérve Magyarországra, a Musical Színház csapatával lépett fel. Musicalszínészként eljátszotta az Evita címszerepét a Margitszigeten, Győrben és Egerben is, a Jekyll és Hyde női főszerepét Klagenfurtban. Operett- és musical összeállításokban is többször fellépett. 2006-ban válogatásalbuma jelent meg. 2011-ben Once Upon A Dream címmel Vukán Györggyel közösen készített albumot. 2012-ben fiával, Olivérrel együtt részt vett a The Voice című tehetségkutató műsorban. Előadóművészként rendszeresen fellép. Jelenleg a Heim Pál Kórház kommunikációs és marketingosztályának a vezetője.

## Fontosabb színházi szerepeiből
- Andrew Lloyd Webber – Tim Rice: Evita... Eva Peron (Evita)
- Kálmán Imre: Csárdáskirálynő... Silvia
- Frank Wildhorn – Leslie Bricusse: Jekyll és Hyde... Lucy Harris; Nellie
- X-Mas Dream... szereplő

## Önálló est
- Karácsonyi koncert az Orfeum Clubban
- WawS – What a wonderful SONG / Hollywood titkai és slágerei – zenés filmutazás 2 részben (km. Kutik Rezső gitár)

## Filmek, tv
- Aszfaltmese (1971)
- Szerelem a ládában (1971)
- Jó estét nyár, jó estét szerelem (1972)
- Kicsik és nagyok (1972)
- Keménykalap és krumpliorr (sorozat, 1974)... Péterke
- Utánam, srácok! (sorozat, 1975)... Méri
- Ballagó idő (1976)
- Az ötödik pecsét (1976)... Gyuricza kislánya
- Igor (2000)... Barátnő
- Nincs mese (2004)
- Szép volt fiúk! (magyar kabaréshow, 50 perc)

## Lemezei
- Kiss Gabi, Kaszab Tibor – Renato / Feletsd el (Favorit – SPS 70754 – 1986)
- Lulu – Álom után / Szerelemisten (Gong – SPS 70820 – 1990)
- Lulu – Kissy G (Gong SLPX 37469 – 1990)
- Best of Musical – A világ legszebb musicalslágerei magyarul (válogatásalbum, 2006)
- Gabriella Berkes & George Vukan: Once Upon A Dream (2011)